# Полузатворена средна закръглена гласна
Полузатворената средна закръглена гласна е гласен звук, срещан в някои говорими езици и представян в международната фонетична азбука със символа ɵ. Той е сходен с българския звук, обозначаван с „о“, в неударено положение, но е с по-предно положение на езика.
Полузатворената средна незакръглена гласна се използва в езици като нидерландски (hut, [ɦɵt]), руски (тётя, [ˈtʲɵtʲə]), френски (je, [ʒɵ]).